# Manasse (König)

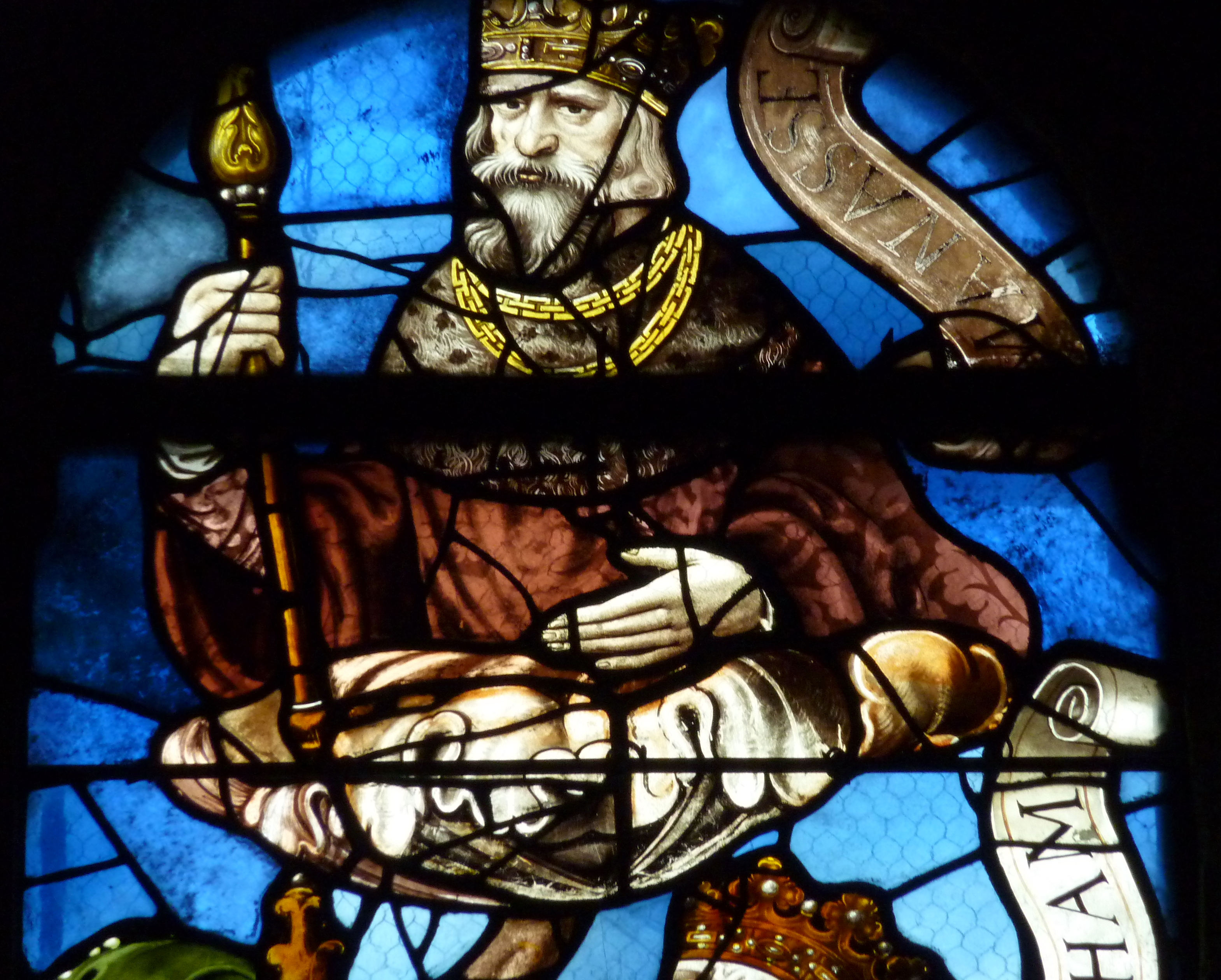
Wurzel-Jesse-Fenster in der Kirche Saint-Martin in Groslay, König Manasse

König Manasse (hebräisch מְנַשֶּׁה Mönaschä'h, * um 708 v. Chr.; † um 642 oder 641 v. Chr.), über den auch die Bibel berichtet, regierte zwischen 696/95 und 642/41 v. Chr. das Südreich Juda.

## Geschichte
Der historische König Manasse, Sohn Hiskijas, übernahm 696 v. Chr. mit 12 Jahren die Regierung. Juda war durch den Feldzug Sanheribs im Jahr 701 v. Chr. völlig zerstört und große Teile der Schefela gehörten den philistäischen Nachbarstaaten. Jerusalem war durch die Ereignisse von 720 v. Chr. (Samaria) und 701 v. Chr. (Sanherib) mit Flüchtlingen überfüllt und auf das Dreifache seiner ursprünglichen Bevölkerung (ca. 60.000) und Fläche (ca. 65 ha) gewachsen.
Nach der assyrischen Eroberung Israels, infolge des Aufstandes unter Hiskia, der umliegenden Stadtstaaten an der Küste und der fruchtbaren Schefela, stand Manasse als assyrischer Vasall vor der Aufgabe, Juda zu restrukturieren, für die hohen Tributzahlungen neue Geldquellen zu erschließen und die Versorgung mit Nahrungsmitteln neu zu organisieren. Er trieb massiv die Besiedlung der südlichen Steppe, des Be’er-Scheva-Tals und des Berglandes, voran, welche die Aufgabe der verloren gegangenen Kornkammer Schefela übernehmen musste. Stand Hiskia vor der Aufgabe, die aus dem Norden geflohenen Israeliten ideologisch zu integrieren, so war es Manasse vorbehalten, die Konzentration der Wirtschaft auf die Zentralgewalt des Königs und seiner Palastbürokratie voranzutreiben. Er ließ Festungen bauen und landwirtschaftliche Siedlungen in der judäischen Wüste, im südlichen Hügelland und im östlichen Negev befestigen. Er übernahm eine führende Rolle im Weihrauch-Handel über die südjudäischen Handelsrouten aus der edomitischen Arava durch das Beerscheba-Tal nach Gaza und galt als loyaler Vasall der assyrischen Könige Sanherib, Assurhaddon und Assurbanipal. Er unterstützte aktiv die militärischen Unternehmen Assurs gegen Ägypten und konnte Juda zum Ende seiner Regierungszeit wirtschaftlich erholt und in seinen alten Westgrenzen an seinen Sohn Amon übergeben.

## Biblischer Bericht
Von Manasse wird in 2. Chronik 33,1–20  und 2. Könige 21,1–18  berichtet. Er wurde mit 12 Jahren König, seine Mutter war Hefzi-Bah (Chäphzi-Bhah). Während sein Vater Hiskija ganz mit Jahweh lebte und regierte, fiel Manasse vom Glauben ab. Die Bibel berichtet, dass er nicht nur die Höhenheiligtümer und Altäre für Baal und Aschera wieder aufbaute, sondern auch den Tempel in Jerusalem entweihte, indem er dort Götzenbilder und Altäre aufstellte. Er trieb Zauberei und Wahrsagerei und Totenbeschwörung, opferte seine Söhne dem Moloch.
Aber Manasse verführte Juda und die Bewohner von Jerusalem, mehr Böses zu tun als die Nationen, die der HERR vor den Söhnen Israel ausgetilgt hatte. 2. Chronik 33,9 
Gemäß 5. Mose 7,10  waren das die kanaanitischen Nationen der Hetiter, Girgasiter, Amoriter, Kanaaniter, Perisiter, Hewiter und Jebusiter.
Daraufhin ließ Jahweh durch seine Propheten das Gericht über Juda und Jerusalem verkünden: Er werde Jerusalem ausleeren und das Volk in die Hand seiner Feinde fallen lassen.
Die Heerführer Assurs nahmen Manasse gefangen und brachte ihn an Händen und Füßen gefesselt nach Babylon. (Dies ist nicht die babylonische Gefangenschaft, in der ab 597 v. Chr. Teile der Bevölkerung Judas nach Babylon verschleppt wurden.)
Da flehte Manasse Jahweh um Gnade an und demütigte/beugte sich „außerordentlich“. Und Gott erhörte ihn und brachte ihn zurück nach Jerusalem. Dort baute er die Stadtmauer aus und schickte Truppen in die befestigten Städte Judas. Er warf die Götzenbilder und -altäre aus dem Tempel und der Stadt und setzte die Opfer für Jahweh wieder ein. Dem Volk befahl er, nur noch dem Gott Israels zu dienen.
Manasse starb nach 55 Jahren Regierungszeit und sein Sohn Amon folgte ihm nach.